# Real Jardín botánico de Cranbourne
El Real Jardín botánico de Cranbourne es una división del Real Jardín Botánico de Melbourne. Se encuentra el suburbio de Melbourne de Cranbourne, a unos 45km al sureste, del centro de la ciudad de Melbourne. 
La división de Cranbourne está especializada en las plantas nativas australianas. La superficie total del jardín botánico es de 363 hectáreas, en los que se incluyen Brezales, Humedales y Chaparrales. 
El jardín también proporciona Hábitat para aves, mamíferos y reptiles nativos, incluyendo algunas especies raras y amenazadas. 
Una reciente sección del Real Jardín botánico de Cranbourne es denominada Australian Garden con un diseño muy particular, que se abrió al público el 30 de mayo de 2006. El Australian Garden alberga una serie de colecciones agrupadas en jardines temáticos, esculturas y exposiciones destinadas a mostrar al público en general la belleza del paisaje y la diversidad de las plantas australianas. 
La sección de los arbustos en el Australian Garden, contiene unos 10km de sendas de paseo, e incluye a la Trig Point Lookout tower, y zonas delimitadas seguras de acampada y barbacoas.
Es miembro del BGCI, y presenta trabajos para la Agenda Internacional para la Conservación en los Jardines Botánicos. 
El código de identificación del Royal Botanic Gardens Cranbourne como miembro del "Botanic Gardens Conservation International" (BGCI), así como las siglas de su herbario es MEL.

## Localización e información

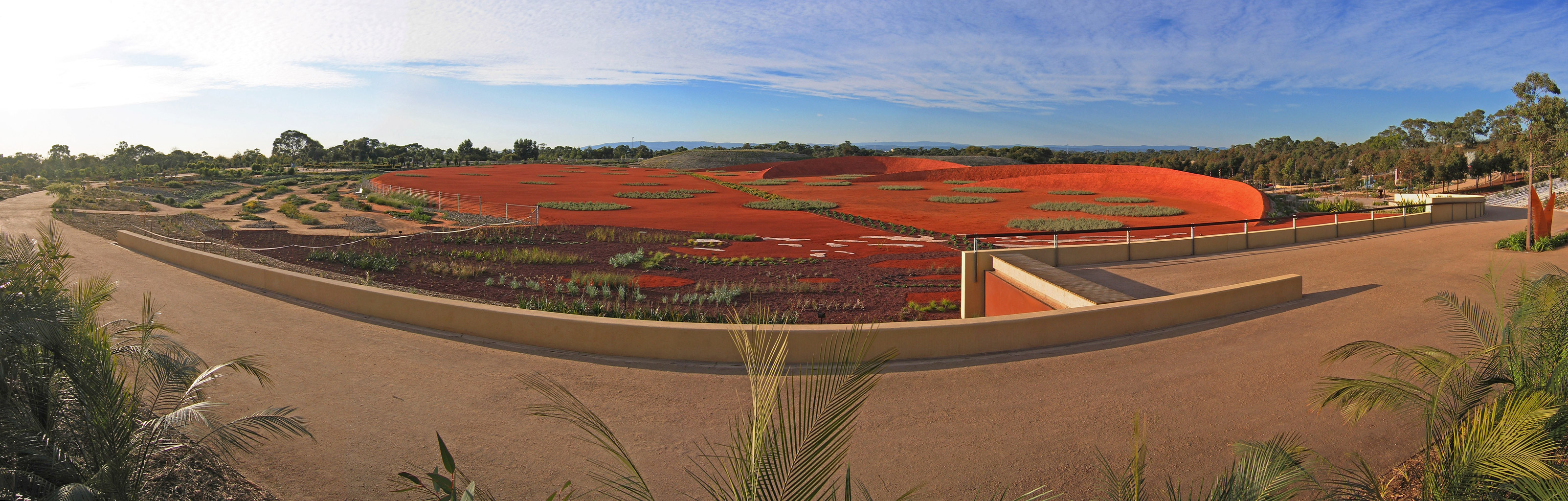
Vista panorámica del Red Sand Garden, Australian Garden, del Real Jardín botánico de Cranbourne, Victoria, Australia.

Royal Botanic Gardens Cranbourne 1000 Ballarto Road, Cranbourne, Vic 3977, Melbourne, Australia.
Planos y vistas satelitales.38°8′1.68″S 145°16′12.36″E / -38.1338000, 145.2701000
El jardín botánico está abierto todos los días del año excepto el día de Navidad.
- El acceso en vehículo privado está vía la carretera del sur South Gippsland Highway.
- Mediante transporte público, Cranbourne está bien comunicado, con la línea de tren de Melbourne y con varias rutas del autobús local. Aunque para tener acceso a los jardines si usa el transporte público puede requerir una caminata considerable.

## Historia
Los aborígenes australianos el denominado pueblo Boonerwurung habitaban en tiempos anteriores a la colonización el área de alrededor de Cranbourne. El área que ocupa el Real Jardín botánico de Cranbourne se estuvo utilizando como cantera de extracción de arena ya desde la década de 1820, suministrador de estériles para los edificios de Melbourne y sus suburbios. Los militares se establecieron en la zona desde 1889 hasta 1960, dando licencias para extracción de estériles, para pastos y para extracciones de madera. 
En 1970 el lugar fue designado como una división del Real Jardín Botánico de Melbourne, con un enfoque en la investigación y conservación de las plantas nativas de Australia. El jardín no se abrió al público hasta 1989. El Australian Garden fue planificado y desarrollado durante varios años, y finalmente abierto al público en general el 30 de mayo de 2006, acudiendo masivamente unos 15,000 visitantes el día de su apertura.

## El Jardín Australiano

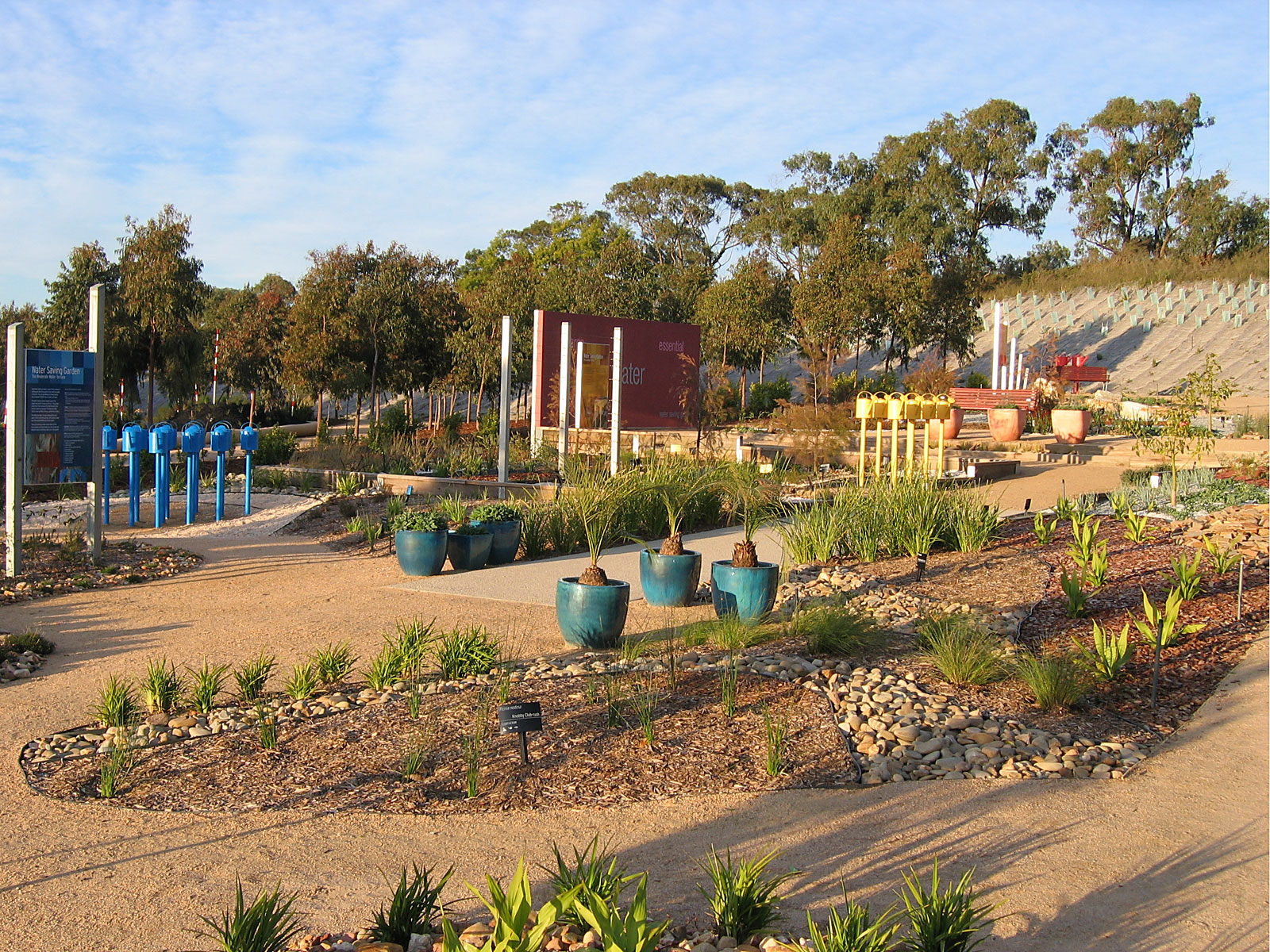
La sección del Water Saving (ahorro de agua).

El Jardín australiano o Australian Garden permite al visitante explorar y meterse en el medio ambiente Australiano y aprender más sobre las plantas de Australia. Se albergan sobre unas 100,000 plantas expuestas a través de quince jardines de colección y exhibición.
El Australian Garden ya tiene concedidos una serie de premios de diseño, pero aún está en ejecución, falta de crear la segunda fase que tiene programada una extensión de diez hectáreas y se empezará a construir a finales del 2007 estando prevista su terminación para el 2010. 

### El jardín de Arena Roja
El El jardín de Arena Roja (Red Sand Garden) es el diseño central del Australian Garden. Está diseñado con arena roja típica de algunos desiertos de la Australia central con rodales circulares del arbusto de la sal y montones de medias lunas solapadas para representar las formas y colores que se pueden encontrar en el medio ambiente de la Australia Central. El jardín está diseñado para mostrar las espectaculares floraciones estacionales que se pueden admirar en los desiertos de la Australia Central. 

### Jardines de Exhibición

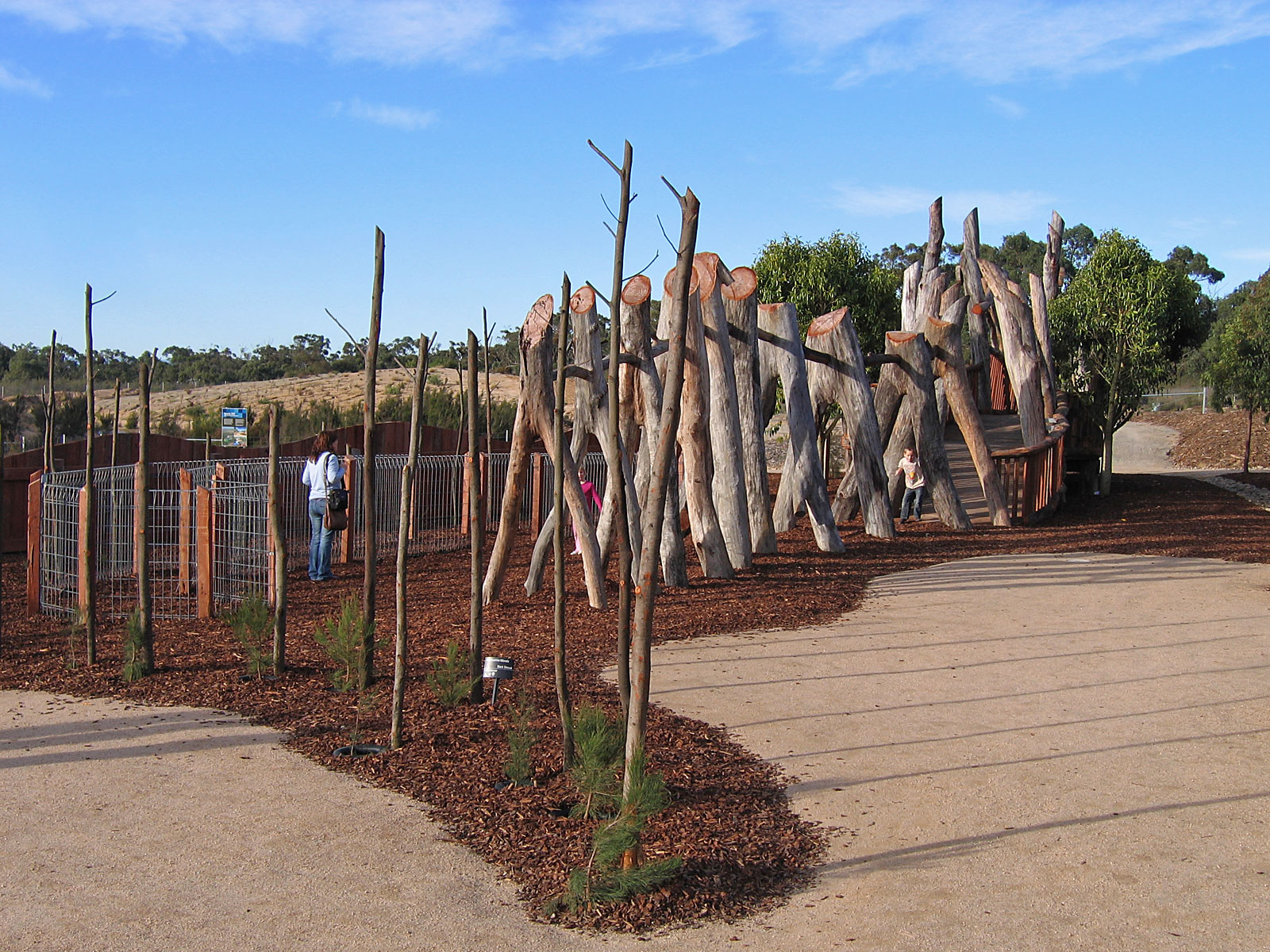
La sección del jardín del Patio trasero

Hay cinco jardines de exhibición donde se nos muestra como las plantas nativas australianas se pueden utilizar como plantas de jardín: 
- El Jardín de la Diversidad donde se nos muestra una amplia variedad de plantas nativas procedentes de varias zonas climáticas de Australia.
- El Jardín Ahorrador de Agua, nos muestra como agrupar en el jardín, las plantas con los mismos requerimientos de agua y elegir las plantas con las mínimas necesidades de agua.
- El Jardín del Futuro nos enseña diferentes modos de jardinería, tal como la elección de plantas especiales y de nuevos arbustos a utilizar.
- El Jardín de casa, nos indica las plantas nativas más apropiadas que mejor encajan en los diferentes tipos de casas que se pueden encontrar en Australia.
- El Patio trasero, se utilizan plantas nativas y materiales reciclados, para mostrar un hipotético patio de juegos infantil, además de las construcciones típicas de plástico y metal que normalmente se encuentran en los patios traseos australianos.

### Jardín Árido y Lecho Seco de Río

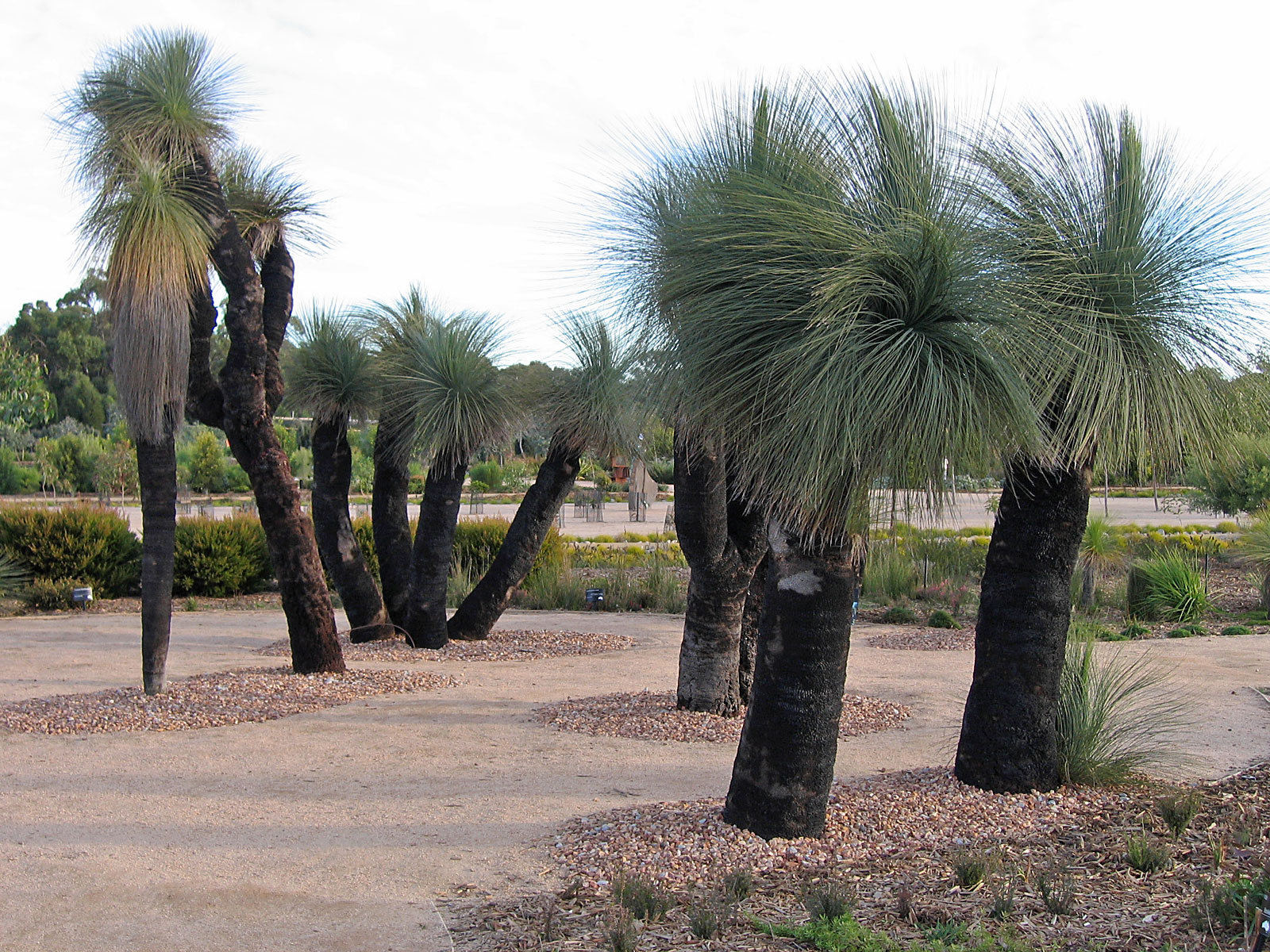
Kingia australis (Black Gins) en el jardín árido

Estos jardines nos muestran el papel que desempeña el agua en la modelación del paisaje australiano. Muchas partes de Australia tienen periodos alternantes de sequía e inundación, por lo que las plantas han debido de evolucionar para adaptarse con largos periodos de calor intenso y de aridez extrema, y con copiosos suministros de agua estacionales o irregulares.

### Paseo de los Eucaliptos
Los eucaliptos son un hecho omnipresente en los paisajes australianos, con unas 700 especies, se encuentran prácticamente en todos los hábitat. 
El Eucalypt Walk (Paseo de los Eucaliptos) nos muestra las diferentes especies de eucaliptos agrupados según unas características determinadas:
- Jardín de los corteza de hierro,
- Jardín de la Caja,
- Jardín de la Menta,
- Jardín de los Corteza de Sangre,
- Jardín de los corteza fibrosa.

Estos árboles actualmente son aún ejemplares inmaduros, pero seguirán creciendo hasta madurar a lo largo del próximo siglo.

### Otras Secciones
La Piscina en la Roca y el Farallón están inspirados en las torrenteras y farallones que se pueden encontrar en partes de la Australia Central, tal como Uluru y en Kings Canyon. 
Hay una exhibición de orquídeas australianas, en un umbráculo próximo al Centro de Visitantes, en el paseo Serpentine, y una zona de acampada para descubrir el Desierto situada en el jardín árido donde los niños pueden jugar y aprender. 
El Australian Garden también posee un servicio de información al visitante dentro del Centro del Visitante, donde se pueden organizar paseos con guías y programas educativos, asesoramientos de maestros jardineros voluntarios que enseñan como utilizar las plantas australianas, una tienda de regalos y una cafetería. 